# Мурзин, Александр Павлович
Александр Павлович Мурзин (9 января 1929, посёлок Неплюевский — 21 июня 2006, Москва) — советский журналист, автор сотен очерков и статей, семи документальных книг, а также автор текста книги Л. И. Брежнева «Целина» и текстов более чем десяти известных песен (в основном, на уральскую тематику).

## Биография
Родился в посёлке Неплюевском Карталинского района Челябинской области в семье оренбургских казаков.
В период раскулачивания и расказачивания был сослан в 1931 году вместе с семьёй в город Североуральск Свердловской области (строго говоря, тогда Североуральска как такового ещё не было).
В 1947 году окончил школу № 1 с серебряной медалью, став первым медалистом в Североуральске. Поступив на факультет журналистики Уральского государственного университета, с отличием окончил его в 1953 году.
После окончания университета по распределению оказался в Сыктывкаре, где работал заведующим отделом газеты «Красное знамя», редактором газеты «Молодёжь Севера».
С 1960 по 1966 год работал в «Комсомольской правде», сначала собственным корресподентом в Красноярске, Днепропетровске, затем в Москве редактором отдела комсомольской жизни, членом редколлегии.
В 1966—1989 годах работал в газете «Правда» (специальным корреспондентом, заведующим отделом).
25 ноября 1997 года опубликовал в «Комсомольской правде» открытое письмо к Патриарху Алексию II «О чём рассказал перед смертью цареубийца Пётр Ермаков?». После написал ещё ряд статей на ту же тематику: «Не спешите нас хоронить!», «И всё-таки не спешите их хоронить!», «Дочери Николая II смотрят на нас с улыбкой прощения: „Не ошибитесь!“» и другие, опубликованные в ряде газет, в частности, в «Комсомольской правде», «Крестьянских Ведомостях», «Русском Вестнике».
Умер в Москве после тяжёлой болезни. Похоронен на подмосковном Домодедовском кладбище.

## Семья
- сын Дмитрий (1952—2009)
- две дочери — Марина и Ирина

## Некоторые сочинения
- Мурзин А. П. Солнце светит с земли. — М.: Политиздат, 1975.
- Мурзин А. П. В чьи паруса ветер. — М.: Правда, 1979. — 304 с., ил.
- Мурзин А. П. Сотвори себя сам. — М.: Политиздат, 1982. — 239 с., ил.
- Великая степь / О. Дронов, А. Мурзин, А. Федоров. — М.: Политиздат, 1984. — 352 с., ил.
- Мурзин А. П. Сотвори себя сам. — М.: Политиздат, 1987.
- Мурзин А. Спаси свое поле: Очерки. — М.: Правда, 1988. — 64 с.
- Мурзин А. В Санкт-Петербурге похоронены не останки царской семьи? // Урал. — 2004. — № 7. — С. 190—199.
- Мурзин А. П. О чём рассказал перед смертью цареубийца Ермаков. Открытое письмо Святейшему Патриарху // Русский Вестник. — 10 июля 2006.

## Цитаты
- «Николай II — умница потрясающий, я считаю, это был самый крупный император России»